# Coppa del Portogallo 1995-1996 (hockey su pista)
La Coppa del Portogallo 1995-1996 è stata la 23ª edizione della principale coppa nazionale portoghese di hockey su pista. La competizione si è conclusa il 29 giugno 1996. Il trofeo è stato conquistato dal Porto per la settima volta nella sua storia superando in finale l'Oliveirense.

## Risultati

### Quarti di finale
| Squadra 1   | Risultato | Squadra 2           |
| ----------- | --------- | ------------------- |
| Benfica     | 5 - 4     | Vitória Barcelinhos |
| Porto       | 5 - 2     | Sintra              |
| Oliveirense | 8 - 6     | Infante de Sagres   |
| Sesimbra    | 7 - 3     | Marinhense          |

### Semifinali
| Squadra 1   | Risultato | Squadra 2 |
| ----------- | --------- | --------- |
| Benfica     | 5 - 7     | Porto     |
| Oliveirense | 6 - 3     | Sesimbra  |

### Finale
| Sintra 29 giugno 1996 | Oliveirense | 4 – 5 | Porto |  |